# Верхняя Манома
Ве́рхняя Манома́ — село в Нанайском районе Хабаровского края. Административный центр и единственный населённый пункт сельского поселения «Село Верхняя Манома».

## География
Село Верхняя Манома стоит на левом берегу реки Манома (правый приток Анюя).
Дорога к селу идёт на юг от автотрассы Лидога — Ванино. Расстояние до села Лидога около 40 км.

## Население
| 1992 | 2002 | 2010 | 2011 | 2012 | 2013 | 2014 |
| ---- | ---- | ---- | ---- | ---- | ---- | ---- |
| 393  | ↘221 | ↘201 | →201 | ↘191 | ↘175 | ↘172 |
| 2015 | 2016 | 2017 | 2018 | 2019 | 2020 | 2021 |
| ↘166 | ↘156 | ↘154 | →154 | ↘142 | ↘141 | ↘126 |